# Bertram Fletcher Robinson

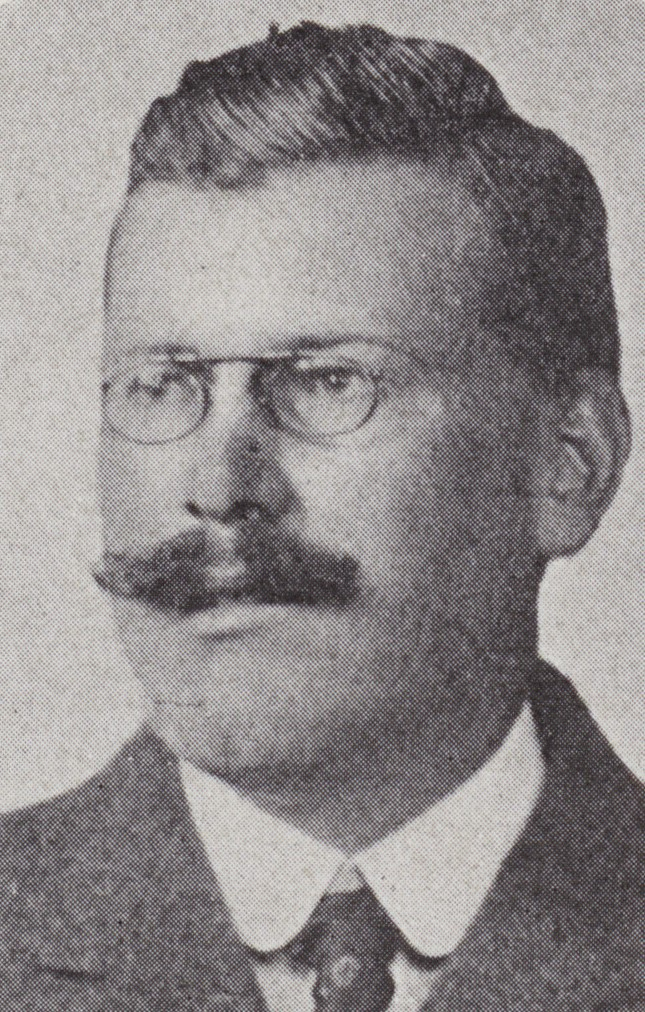
Bertram Fletcher Robinson (1903)

Bertram Fletcher Robinson (* 22. August 1870; † 21. Januar 1907) war ein englischer Sportler, Journalist, Autor und Aktivist der Liberal Unionist Party. Zwischen 1893 und 1907 schrieb er fast dreihundert Artikel, darunter eine Reihe von Kurzgeschichten mit dem Detektiv „Addington Peace“ als Protagonist. Robinson ist vielleicht am besten für seine literarische Zusammenarbeit mit Arthur Conan Doyle und P. G. Wodehouse in Erinnerung geblieben.

## Leben

### Frühes Leben und Familie
Bertram Fletcher Robinson wurde am 22. August 1870 in 80 Rose Lane, Mossley Hill, Liverpool geboren. Anfang 1882 zog er mit seiner Familie in das Park Hill House in Ipplepen in Devon um. Sein Vater, Joseph Fletcher Robinson (1827–1903) betrieb einen Kaufladen in Liverpool. Um 1850 reiste Joseph nach Südamerika und freundete sich mit Giuseppe Garibaldi an. Danach kämpfte er in der Guerra Grande an der Seite von Garibaldi und den Uruguayern gegen den argentinischen Diktator Juan Manuel de Rosas. Robinsons Onkel, Sir John Richard Robinson (1828–1903), war langjähriger Chefredakteur der Daily News und ein prominentes Mitglied des liberalen Reform Clubs.
Bertram Fletcher Robinson wurde am Newton Abbot Proprietary College (1882–1890) und am Jesus College in Cambridge (1890–1894) ausgebildet. Andere bemerkenswerte „Old Newtonians“ sind der Schriftsteller Arthur Quiller-Couch und der Entdecker Percy Fawcett. Robinson gewann zwischen 1891 und 1893 drei Rugby-Football-Blues, und, laut seinem Nachruf im Daily Express vom 22. Januar 1907, hätte er ohne einen „Unfall“ für England gespielt. Er ruderte auch für das Jesus College und war ein Mitglied der Crew, die den Thames Challenge Cup der Henley Royal Regatta am 7. Juli 1892 gewann. Robinson verließ das Jesus College mit einem Abschluss in Geschichte und den akademischen Graden Tripos Bachelor of Arts (1893 und 1894) und Master of Arts (1897). Er erhielt im Juni 1896 die Zulassung als Rechtsanwalt (Barrister), übte diesen Beruf jedoch nie aus.
Am 3. Juni 1902 heiratete er die 22-jährige Gladys Hill Morris in der St. Barnabas Church in Kensington. Gladys war eine selbsternannte „Schauspielerin“ und eine Tochter des bekannten viktorianischen Künstlers Philip Richard Morris (1833–1902). Das Paar hatte keine eigenen Kinder. Die Robinsons waren Paten für Geraldine Winn Everett, die Tochter von Percy Everett.

### Schreib- und Redaktionskarriere
Bertram Fletcher Robinson hatte redaktionelle Positionen bei The Newtonian (1887–1889), The Granta (1893–1895), The Isthmian Library (1897–1901), Daily Express (Juli 1900 – Mai 1904), Vanity Fair (Mai 1904 – Oktober 1906) The World, eine Zeitschrift für Männer und Frauen (Oktober 1906 – Januar 1907) und das Gentleman’s Magazine (Januar 1907).
Zwischen 1893 und 1907 schrieb er oder war Coautor von mindestens 9 satirischen Playlets, darunter 4 mit seinem Freund PG Wodehouse, 54 Kurzgeschichten, darunter 7 mit seinem Freund Malcolm Fraser, 44 Artikel für 15 verschiedene Zeitschriften, 128 Zeitungsberichte, 24 Gedichte und 8 Bücher. Er gab 8 Bücher über verschiedene Sportarten und Freizeitbeschäftigungen für die Isthmian Library (1897–1901) heraus.
Im Juli 1900 festigten Robinson und Arthur Conan Doyle, der Schöpfer von Sherlock Holmes,  ihre Freundschaft an Bord eines Passagierschiffs, das von Kapstadt nach Southampton reiste. Im folgenden Jahr erzählte Robinson Doyle Legenden von gespenstischen Hunden, die Geschichte von Squire Richard Cabell III und führte ihn durch das düstere Dartmoor. Die beiden hatten zuvor vereinbart, gemeinsam eine Geschichte über Devon zu schreiben, aber am Ende führte ihre Zusammenarbeit nur zu Doyles gefeiertem Roman The Hound of the Baskervilles. Robinson steuerte auch eine Idee zur Handlung einer Sherlock-Holmes-Kurzgeschichte mit dem Titel The Adventure of the Norwood Builder bei, die erstmals am 31. Oktober 1903 in Collier’s Weekly veröffentlicht wurde.
Doyle wird manchmal so gesehen, dass er die Bedeutung von Robinsons Beitrag zu The Hound of the Baskervilles herunterspielt. Der Literaturwissenschaftler und Kritiker William Wallace Robson schrieb, es sei „unmöglich, das genaue Ausmaß von Robinsons Rolle zu bestimmen“, aber aller Wahrscheinlichkeit nach habe er nur als „kreativer Auslöser“ gehandelt. Er fügt hinzu, dass sich der Roman über das ursprünglich postulierte gemeinsame Projekt hinaus entwickelt habe, sobald das Element von Sherlock Holmes zur ursprünglichen Idee hinzugefügt wurde. Robinson selbst räumte ein, dass sich seine Beteiligung an der Zusammenarbeit auf die eines „Assistenten des Plotproduzenten“ beschränkte.

### Tod
Bertram Fletcher Robinson starb im Alter von nur 36 Jahren am 21. Januar 1907 in 44 Eaton Terrace, Belgravia, London. Als offizielle Todesursache werden „Darmfieber und Bauchfellentzündung“ genannt. Andere mit einer Neigung zum Okkulten schrieben seinen Tod einem Fluch zu, der mit einem ägyptischen Artefakt namens „Unglückliche Mumie“ verbunden war. Robinson wurde neben seinen Eltern in der St. Andrew’s Church in Ipplepen, in der Nähe von Newton Abbot in Devon begraben.
Nachrufe wurden in The World, The Times, Daily Express, The Western Guardian, The Western Morning News, The Sphere, The Athenaeum, The Illustrated London News, The Mid-Devon and Newton Times, Vanity Fair, The Book of Blues und im Jahresbericht der Jesus College Cambridge Society (1907) veröffentlicht. Die englische Dichterin und Journalistin Jessie Pope verfasste eine Laudatio im Dayly Express vom 26. Januar 1907:
Leb wohl, gütiges Herz; unsere Segnungen

werden dich vor deinem Tod bewahren.

Das Lob deiner Freunde wird dich

in Liebe, Dankbarkeit und zärtlichem Stolz unterstützen.

Von dir, fröhlichem Humoristen und kultiviertem Schriftsteller,

wollen wir weder über Tränen noch über erschrockenen Schmerz sprechen.

Du hast unser London fröhlicher und heller gemacht.

Gott segne dich, bis wir uns wiedersehen!

### Gedenkgottesdienst
Am Donnerstag, den 24. Januar 1907 hielt Reverend Septimus Pennington einen Gedenkgottesdienst für Robinson in St Clement Danes, Strand, London. Laut einem Bericht in der Zeitung Daily Express vom 26. Januar 1907 waren bei der Trauerfeier u. a. folgende Personen anwesend: Arthur Hammond Marshall, Owen Seaman, Max Pemberton, Cyril Arthur Pearson, Percy Everett, Alfred Harmsworth, Joseph Lawrence, Sir Felix Sermon, Sir William Bell (ehemaliges Mitglied der British Iron Trade Association amp; Steuerreformer), Anthony Hope, Clement King Shorter, Gerald Fitzgerald Campbell, Leslie Ward ('Spy'), Evelyn Wrench und Henry Hamilton Fyfe.
Die Gemeinde sang eine Hymne mit dem Titel Peace, Perfect Peace, die 1875 von Edward Henry Bickersteth geschrieben wurde. Arthur Conan Doyle konnte weder an der Beerdigung noch an der Trauerfeier teilnehmen, da er sich zu dieser Zeit für die Entlassung von George Edalji aus dem Gefängnis engagierte. Er schickte Blumen zur Trauerfeier in Ipplepen mit einer Nachricht, die lautete „In liebevoller Erinnerung an einen alten und geschätzten Freund von Arthur Conan Doyle“.

## Rezeption
1908 veröffentlichte der britische Autor Max Pemberton eine Geschichte mit dem Titel Wheels of Anarchy bei Cassell in London. Diese Geschichte basiert auf Notizen, die Robinson kurz vor seinem Tod geschrieben hat. Es ist eine Abenteuergeschichte über Anarchisten und Attentäter, die in ganz Europa spielt. Der Held des Romans, Bruce Driscoll, ist ein neuer Absolvent des Jesus College in Cambridge und scheint Robinson nachempfunden zu sein. Wheels of Anarchy von Max Pemberton wurde im Dezember 2010 als Faksimile neu veröffentlicht.
Im Jahr 1909 verkaufte Gladys Robinson sowohl Park Hill House als auch 44 Eaton Terrace und scheint dann nach Kontinentaleuropa gezogen zu sein. Während des Ersten Weltkriegs lernte Gladys Major William John Frederick Halliday (Distinguished Service Order) kennen, einen 1882 in London geborenen Offizier der Royal Artillery. Das Paar heiratete am 7. Januar 1918 in der britischen diplomatischen Vertretung in Paris und zog danach nach Henley-on-Thames in Oxfordshire um.
Im Oktober 1912 erschien Conan Doyles Roman The Lost World. Diese Geschichte wird von einem Erzähler namens Edward E. Malone erzählt. Es ist möglich, dass Malone auch Robinson teilweise nachempfunden ist. Wie Robinson wuchs Malone im West Country auf, wurde ein versierter Rugby-Union-Spieler, arbeitete als Journalistin in London und liebte eine Frau namens Gladys.
1951 wurde Robinsons Buch The Chronicles of Addington Peace (London 1905) in das einflussreiche Queen’s Quorum aufgenommen: A History of the Detective-Crime Short Story as Revealed by the 106 Most Important Books Published in this field since 1845.
Im Januar 2009 genehmigte der Gemeinderat von Ipplepen die Aufstellung einer Gedenkbank und einer Gedenktafel außerhalb von Caunters Close in Ipplepen.
Im Juni 2010 veröffentlichten Brian Pugh, Paul Spiring und Sadru Bhanji ein Buch mit dem Titel Arthur Conan Doyle, Sherlock Holmes and Devon. Die Autoren behaupten, dass der Erfolg von Sherlock Holmes zum Teil Bertram Fletcher Robinson und zwei anderen ehemaligen Einwohnern von Devon namens George Turnavine Budd und George Newnes (Doyles Originalverleger) zuzuschreiben ist.
Am 1. September 2011 veröffentlichte Short Books Ltd. einen Roman mit dem Titel The Baskerville Legacy von John O’Connell. Das Buch präsentiert einen fiktionalen Bericht über die Umstände, die Arthur Conan Doyle und Bertram Fletcher Robinson dazu brachten, The Hound of the Baskervilles zu konzipieren.